# هفتادمین جشنواره بین‌المللی فیلم برلین
هفتادمین جشنواره بین‌المللی فیلم برلین (انگلیسی: 70th Berlin International Film Festival) ۲۰ فوریه تا ۱ مارس ۲۰۲۰ برگزار شد.

## هیئت داوران

### رقابت اصلی
افراد زیر اعضای هیأت داوران بخش رقابت اصلی بودند:
- جرمی آیرونز (رئیس هیئت داوران)، بازیگر انگلیسی‌تبار سینمای انگلستان و آمریکا

## فیلم‌ها

### بخش مسابقه
فیلم‌های زیر برای بخش رقابت اصلی برای کسب جوایز خرس طلایی و خرس نقره‌ای انتخاب شدند:
| عنوان                  | عنوان اصلی                    | کارگردان(ها)                        | کشور تولیدکننده                 |
| ---------------------- | ----------------------------- | ----------------------------------- | ------------------------------- |
| تمام مردگان            | Todos os mortos               | کایتانو گوتاردو و مارکو دوترا       | برزیل، فرانسه                   |
| قصه‌های بد              | Favolacce                     | دامیانو دینوچنتزو و فابیو دینوچنتزو | ایتالیا، سوئد                   |
| برلین الکساندرپلاتس    | Berlin Alexanderplatz         | برهان قربانی                        | آلمان، هلند                     |
| دائو. ناتاشا           | DAU. Natasha                  | ایلیا خرژانوفسکی و یکاترینا اورتل   | آلمان، اوکراین، بریتانیا، روسیه |
| روزها                  | 日子                          | سای مینگ-لیانگ                      | تایوان                          |
| تاریخچه را پاک کن      | Effacer l'historique          | بنوا دلپین و گوستاو کرورن           | فرانسه، بلژیک                   |
| اولین گاو              | First Cow                     | کلی رایکارد                         | ایالات متحده                    |
| پنهان‌شده               | Volevo nascondermi            | جورجو دیریتی                        | ایتالیا                         |
| مزاحم                  | El Prófugo                    | ناتالیا متا                         | آرژانتین، مکزیک                 |
| Irradiated             | Irradiés                      | ریثی پان                            | فرانسه،کامبوج                   |
| خواهر کوچک من          | Schwesterlein                 | استفانی شوا و ورونیک ریموند         | سوئیس                           |
| هرگز به‌ندرت گاهی همیشه | Never Rarely Sometimes Always | الیزا هیتمن                         | ایالات متحده                    |
| راه‌های ناپیموده        | The Roads Not Taken           | سالی پاتر                           | بریتانیا                        |
| شوری اشک‌ها             | Le sel des larmes             | فیلیپ گارل                          | فرانسه، سوئیس                   |
| سیبری                  | Siberia                       | ایبل فرارا                          | ایتالیا، آلمان، مکزیک           |
| شیطان وجود ندارد       | شیطان وجود ندارد              | محمد رسول‌اف                         | آلمان، جمهوری چک، ایران         |
| اوندین                 | Undine                        | کریستین پتزولد                      | آلمان، فرانسه                   |
| زنی که فرار کرد        | The Woman who Ran             | هونگ سانگ سو                        | کرهٔ جنوبی                       |

### پانوراما
فیلم‌های زیر برای بخش پانوراما انتخاب شدند:
| عنوان فیلم                | عنوان اصلی فیلم                  | کارگردان(ها)                  | کشور تولیدکننده             |
| ------------------------- | -------------------------------- | ----------------------------- | --------------------------- |
| دستیار                    | The Assistant                    | کیتی گرین                     | ایالات متحده آمریکا         |
| شیر سیاه                  | Schwarze Milch (آلمانی)          | یوشیما بورچو                  | آلمان و مغولستان            |
| حفار                      |                                  | Georgis Grigorakis            | فرانسه و یونان              |
| خدایا!                    | Digger                           | پراتیک واتس                   | هندوستان                    |
| تبعید                     | Exile                            | ویسار مورینا                  | بلژیک، آلمان و کوزوو        |
| امید                      | Håp (نروژی)                      | ماریا سودال                   | نروژ و سوئد                 |
| اگر عشق بود               | Si c'était de l'amour (فرانسوی)  | پاتریک چیها                   | فرانسه                      |
| No Hard Feelings          | Futur Drei (آلمانی)              | فراز شریعت                    | آلمان                       |
| Notes from the Underworld | Aufzeichnungen aus der Unterwelt | Tizza Covi and Rainer Frimmel | استرالیا                    |
| One in a Thousand         | Las Mil y Una                    | Clarisa Navas                 | آرژانتین و آلمان            |
| پری                       | پری                              | سیامک اعتمادی                 | بلژیک، فرانسه، یونان و هلند |
| Shine Your Eyes           | Cidade Pássaro                   | Matias Mariani                | برزیل                       |
| Suk Suk                   |                                  | Ray Yeung                     | چین و هنگ کنگ               |
| Wildland                  | Kød & Blod                       | Jeanette Nordahl              | دانمارک                     |

### پانوراما داکومنته
فیلم‌های زیر برای بخش مستند پانوراما (پانوراما داکومنته) انتخاب شدند:
| عنوان فیلم                 | عنوان اصلی فیلم   | کارگردان(ها)         | کشور تولیدکننده |
| -------------------------- | ----------------- | -------------------- | --------------- |
| Bloody Nose, Empty Pockets |                   | Bill and Turner Ross | ایالات متحده    |
| Little Girl                | Petite fille      | Sébastien Lifshitz   | فرانسه          |
| Running on Empty           | Jetzt oder morgen | Lisa Weber           | استرالیا        |
| Welcome to Chechnya        |                   | David France         | ایالات متحده    |

## ویژهٔ برلیناله
فیلم‌های زیر برای بخش ویژهٔ برلیناله انتخاب شدند:
| عنوان   | عنوان اصلی | کارگردان(ها) | کشور تولیدکننده           |
| ------- | ---------- | ------------ | ------------------------- |
| پینوکیو | Pinocchio  | ماتئو گارونه | فرانسه، ایتالیا، بریتانیا |